# Lamphone
 (juin 2020).
Le terme anglais lamphone,, désigne l'espionnage d’une conversation (écoute à distance) en observant une ampoule de la pièce éclairée où la conversation a lieu.
Le son émis par la voix provoque des microvariations de luminosité de l'ampoule, qui peuvent être analysées.
Le matériel nécessaire à cette écoute : ordinateur portable, télescope et capteur électro-optique.